# Печерні міста Криму
«Пече́рні міста́» Кри́му — умовна назва вирубаних у скелях печерних комплексів Криму з приміщеннями культового, господарського або житлового призначення, які поєднуються з численними наземними спорудами (житлові будинки, громадські будівлі, оборонні укріплення). Ці фортеці, міста та монастирі розташовані у недоступних гірських місцях з прямовисними обривами над гірськими долинами річок Альми, Качі, Бодрака і Бельбека.

## Геологічна інформація
Стародавня, що йде від кімерійців і таврів, традиція будування печерних поселень та укріплень у гірських масивах Кримських гір завдячує своїм виникненням перш за все природно-кліматичним та геологічним умовам, які забезпечували можливості вигідного розташування підземних об'єктів і відносно легкого проведення виробок у стійких породах.
У кінці палеозойської ери геосинкліналь, яка розташовувалася у межах Криму, перетворилася на гірську споруду, земна кора стала стійкою й жорсткою, утворилася скіфська платформа. У тріасі та юрі в декількох прогинах накопичувались осадові породи (глини, пісковики), утворивши товщу типу «шаруватого пирога» — т.з. таврійську серію. Паралельно відбувалась магматична діяльність. В юрі гірські породи були зім'яті в складки, відновилася магматична діяльність (субвулканічні інтрузиви гір Кастель, Чамні-Бурун, Аю-Даг, вододіл річок Альма і Бодрак). У середній юрі накопичувались піщані й глинисті осади, які супроводжувалися вулканізмом (гора Кара-Даг — згаслий вулкан). На початку верхньоюрського періоду виникла складчастість, яка в основному сформувала структуру Кримських гір, розмив яких призвів до утворення конгломератів. У вузькому й довгому прогині накопичувався вапняний мул (вапняки верхньої частини Головної гряди Кримських гір). У крейдяному періоді відбувся останній етап вулканізму, виникли відклади теригенно-вапнякового матеріалу (піски, глини, вапняки, крейда, мергель). У палеогені й нижньому неогені відкладалися вапняки. У середині неогену (10-12 млн років тому) Крим став суходолом, який був піднятий приблизно на 1 км (яйли головної гряди). У крейдяному періоді скінчився процес зминання шарів гірських порід у складки. Потім ерозійна діяльність річок призвела до формування річкових долин і гірських ділянок, паралельних одна одній. Так від Головної гряди відокремилися Внутрішня (висотою до 740 м) та Зовнішня (до 340 м) гірські гряди.
Таким чином, Кримський півострів складений декількома структурними поверхами: перший — складчасті палеозойські метаморфічні сланці, другий — ущільнені глини й пісковики таврійської серії з масивами магматичних глибинних порід, третій — верхньоюрські вапняки (високогірні яйли), четвертий — вапняки, піски, глини й мергелі крейдової, палеогенової й неогенової систем.
Стародавні печерні міста скупчені в межах четвертого структурного поверху Внутрішньої гряди Кримських гір. Тут породи залягають моноклінально (падіння порід на північ під кутом 10-11о), утворюючи на поверхні куести (пагорби заввишки в кілька сотень метрів з пологим північним схилом і крутим південним). При цьому внутрішня частина цієї гряди складена крейдяно-палеогеновими відкладами, зовнішня — палеогеновими. Вапнякові поклади найпридатніші для проведення в них підземних виробок. Вони, як правило, утворюють потужні однорідні шари, які не мають тонкої шаруватості та тріщинуватості, характерних для уламкових порід, формуючи суцільний стійкий масив навколо підземних виробок. Завдяки фізико-механічним властивостям цих вапняків, проходка в них виробок не потребує великих зусиль і може виконуватися за допомогою традиційних інструментів (кирка, зубило, молотки). Крім того, вапнякові шари розташовані на вершині куест, що забезпечує важкодоступність виробок і можливість їх використання як сховищ. Дуже важливим є те, що товщу вапняків підстилають м'які мергелі, які утворюють під прямовисними кручами пологі схили, що поросли лісом. Це створює умови для виникнення численних джерел води.

## Традиції підземного будівництва на Кримському півострові
З давніх часів племена, які населяли Крим, використовували природні переваги ландшафту для забезпечення потреб житла, сховищ, оборони від ворогів, релігійного культу. За описами Страбона й Плінія, саме тут мешкали дикі троглодити (з давньогрецької: жителі печер), яких, при всій умовності свідчень, можна вважати причетними до започаткування підземного будівництва.
Традиція спорудження печер (камер різного призначення) існувала серед місцевого населення починаючи від мегалітичних культур (ІІІ-ІІ тис. до н. е.) до XIX ст., причому, на думку Бертьє-Делагарда й інших дослідників, вона ніколи не переривалася.
Традиція будування печер бачиться у зв'язку з кримськими мегалітичними спорудами (менгірами, дольменами, кам'яними жертовниками, циклопічними будівлями), оскільки тісно пов'язана з розробкою вапнякових гірських масивів. Видобування й обробка гігантських породних брил, з яких складалися ці споруди, настільки вразили давніх греків, що вони приписали цю діяльність циклопам, оскільки не могли уявити, як це зробили люди.
Один з перших наукових дослідників печерних міст Г. А. Караулов писав у XIX ст.: «Люди ці різко відрізнялись у способах будови свого житла, і вже тільки з одного цього… вони повинні були також різко відрізнятися у всьому іншому від відомих нам історичних народів, а тим більше, від життя народів сучасних. Тому думка мимоволі лине до найвіддаленіших часів історії людства». Імовірно, що давнє підземне будівництво базувалося не тільки на прагматично-функціональних засадах, а й на особливостях культурного світогляду давніх народів, які віддавали перевагу печерам, у житті яких гори, мегалітичні споруди, кам'яні брили відігравали значну сакральну роль.
Вивчення печерних міст свідчить, що деякі з виробок багаторазово перероблялися й доповнювалися, а нові підземні міста часом виникали на місці давніх поселень. Розповсюджені камери мають зазвичай дві відокремлені в часі форми перерізу: близьку до чотирикутника (з грубим оконтуренням стін) та склепінчасту. На контурі склепінчастих виробок збереглися сліди прохідницьких знарядь, причому достатньо велика відстань між борознами свідчить про зручні умови руйнування вапнякового масиву. Цікавою особливістю є перехресні напрямки дії руйнівного інструменту, які утворюють на стінах своєрідний узор.
Історія розбудови печерних міст пов'язана з міграцією осілого населення з передгір'я в гори після гунської навали. У V—VI ст. в гірський Крим перемістився й головний торговельний шлях із степу в Херсонес. На шляху прямування торгових караванів виросли Чуфут-Кале, Ескі-Кермен, Мангуп, Каламіта. Спільність інтересів Візантії й місцевого населення щодо оборони рубежів імперії сприяла створенню «передової лінії укріплень» (Прокопій Кесарійський), що доповнила печерні міста неприступними фортецями. Поширення печерних монастирів (VII—IX ст.) пов'язано з утечею в Крим монахів з Малої Азії та Греції (часи іконоборства, захоплення й конфіскації майна опальних монастирів метрополії).

## Дослідження печерних міст Криму
Слід відзначити, що печерні міста — найменш досліджені культурно-археологічні об'єкти на території Криму, а науково-технічні розвідки, залучення дослідницьких методик геомеханіки й сучасного підземного будівництва ще чекають свого часу.
Перший ґрунтовний опис печерних міст залишив у 1578 р. Мартин Броневський, посол польського короля Стефана Баторія до татарського хана. На жаль, після турецького завоювання ці міста були зруйновані й перебували в занепаді. Майже не залишилось писемних свідчень про ці міста. Докладну інформацію щодо печерних міст подає лише турецький мандрівник XVII ст. Евлія Челебі. Перше наукове дослідження проводить академік П. С. Паллас (1793—1801 рр.). Важливе значення має також шеститомний опис Криму і Кавказу, зроблений швейцарським мандрівником Дюбуа де Монтпере (включає багатий атлас рисунків печерних міст). Висновком досліджень багатьох учених про охоронну роль печерних міст можуть служити слова Г. В. Ковалевського: «…вони зберегли в своїх ізольованих гніздах давні і своєрідні релікти минулого — уламки людських рас, мов, старі господарчі форми, звичаї, побут, рештки рослинного й тваринного світу».

## Класифікація печерних міст Криму
Середньовічні печерні міста були збудовані в V—X ст. на т.з. столових (плоских) масивах Внутрішньої гряди Кримських гір. Назва «печерні міста» — умовна, оскільки їх забудова складалася з житлових наземних споруд і численних висічених у скелях приміщень оборонного, господарчого, поховального й культового характеру.
Дослідники виокремлюють три групи печерних міст Криму.
- До першої відносять найбільші за площею поселення Ескі-Кермен, Мангуп, Чуфут-Кале і Киз-Кермен.

- Друга група — добре укріплені фортеці, що займають невелику територію (до двох гектарів). Це печерні міста: Каламіта (Інкерман), укріплення на мисі Тешклі-Бурун, Сюйреньська фортеця, Тепе-Кермен, Киз-Куле та укріплення Бакла — можна віднеси до категорії цитаделей або феодальних замків. Тут на великій захищеній оборонними стінами території міським кварталам відведена тільки частина, що примикає до головної ділянки оборони, де знаходилися міські брами. Решта частини території позбавлена споруд і навіть відгороджена від міста внутрішньою стіною, не оборонного характеру. Це внутрішній простір у мирний час міг служити ринковим майданом, місцем стоянок караванів, а у військовий — місцем кошари або місцем укриття сільського населення найближчої округи.

- Третя група — християнські монастирі, які не мали спеціальних фортифікаційних споруд, висічені в прямовисних скелях: Успенський, Інкерманський, Чильтре, Шулдан, Качі-Кальон та інші. У печерах облаштовувалися келії, храми та інші культові та господарські приміщення. Поширена думка про те, що печерні монастирі в Криму виникли у наслідок масової еміграції з Візантії ченців, які рятувалися у VIII—IX ст. від іконоборства. Однак імовірнішою датою їх заснування є Х-ХІІ ст.

| УКРІПЛЕНІ МІСТА-ФОРТЕЦІ | |                  |
| Назва (Переклад) | Коротка історична довідка | Зображення міста |
| Ескі-Кермен (Стара фортеця) | - Місто засновано, як припускають, скіфо-сарматами. - V—XIII ст. — готська фортеця. - 787 р. один з осередків повстання проти хозарів на чолі з св. Іоанном єпископом Готським. - У VII ст. хозари придушили повстале місто і зруйнували всю систему його оборони. - 1299 р. місто остаточно розгромлено ордами Ногая. |                  |
| Мангуп-Кале (Злощасне (?) місто-фортеця. Манкуп з тюрк. — злощасний, оскільки турки втратили багато вояків при штурмі фортеці, що належала готському князівству Феодорово. Однак у дослідників немає єдиної думки щодо походження назви Мангуп). | - V ст. — заснування алано-готами міста Дорос; столиця країни Дорі — Кримської Готії. - VI ст. — центр Готської єпархії в Криму. - Кінець VII ст. — хозарська фортеця. - VII ст. — антихозарське повстання на чолі зі Св. Іоанном єпископом Готським. - XIII — сер. XV ст. Феодоро — столиця пізньовізантійського князівства з однойменною назвою, яке контролювало Південно-західний Крим. - 1475 р. Мангуп-кале — перебудована турецька фортеця. - 1475—1774 рр. Мангуп був центром кадилика (округ ханства). - 1790 р. Поселення покинули останні мешканці — община караїмів.                                                        |                  |
| Чуфут-Кале (Єврейська фортеця) | - VI—VII ст. аланська фортеця Фулла — Високе гніздо; - ХІІІ ст. незалежне Князівство Кирк-Єр - XIII ст. Гевхер-Кермен — Фортеця коштовностей - Чуфут-Кале носить назву з XIV ст., коли ногайський бей Яшлав переселив сюди караїмів - 1852 р. — місто залишили останні мешканці |                  |
| Киз(Коз)-Кермен (Немає єдиної точки зору. Киз-, Кир- або Коз-Кермен — з тюрк. Киз — дівчина (Дівоча фортеця); Кир — пагорб, узвишшя; поле, степ (Фортеця на пагорбі); Коз — око — Вартова фортеця)                                               | - I ст. до н.э. — III ст. н.э. — скіфське селище - V—IX ст. — алано-готська фортеця - IX ст. — зруйнована хозарами |                  |
| ЦИТАДЕЛІ, УКРІПЛЕНІ ЗАМКИ | |                  |
| Каламіта (Очеретяне) | - VI — заснована місцевими мешканцями - XIV—XV ст. — фортеця захищала Авліту — торговий порт Мангупського князівства - 1434 р. — спалена генуезцями - 1475 р. — XVIII ст. — турецька фортеця Інкерман, в якій жили також татари, греки і вірмени |                  |
| Укріплення на мисі Тешклі-Бурун (Дірявий мис) | Поселення VI—VIII ст. (див. Мангуп) |                  |
| Сюйренська фортеця (фортеця біля села Сюйрень. З тюрк. Сюйрень — місце проведення кінних перегонів під час свят) | - V—VI ст. — заснування фортеці - Кінець XIV ст. — місто занепало, ймовірно, після вторгнення військ Тамерлана. |                  |
| Тепе-Кермен (Фортеця на горі) | - V—VI ст. — заснування фортеці - XII—XIV ст. — розквіт Тепе-Кермен - Кінець XIV ст. — місто занепало, ймовірно, після вторгнення військ Тамерлана. |                  |
| Киз(Коз)-куле (Дівоча (Вартова) вежа) | - X—XI ст. — виникнення замку, імовірно, після руйнування оборонних споруд Ескі-Кермену - XIV ст. — загибель фортеці від пожежі |                  |
| Укріплення Бакла | - VI ст. — заснування фортеці - Розбудова цілого комплексу: укріплення, селище і монастир - Кінець XIII ст. фортеця загинула під час татаро-монгольського вторгнення до Криму |                  |
| ПЕЧЕРНІ МОНАСТИРІ | |                  |
| Інкерманський печерний монастир (з тюрк. Печерна фортеця) | - І ст. — за переказами, перший печерний храм в Інкермані висік третій єпископ Рима св. Клемент, засланий за проповідь християнства до Криму, де заснував невелику общину. - В VIII ст. виникає печерний монастир - В 1778, після переселення християн з Криму, монастир залишається покинутим - 1850 — монастир відновлений - закритий радянською владою в 1931 - знову відновлений в 1991 |                  |
| Успенський монастир у Марьям-Дере (За назвою колишнього стародавнього грецького поселення Маріамполь (Місто Діви Марії); і тюрк. дере — ущелина).                                                                                                | - Кінець VIII ст. (ХІІ ст.) — заснування монастиря в давньому грецькому поселенні Мариамполь - XIV ст. — після захоплення Криму золотоординцями стає центром православ'я і резиденцією митрополита. - 1778 р. — після переселення християн в Приазов'ї монастир опустів, ікону Богоматері Одигітрії греки вивезли до Маріуполя. За монастирем у міру сил наглядав спеціально присланий малоазійський священик - З 1783 р., після приєднання Криму до Росії сюди почали приходити на молебень бахчисарайські греки. - 1850 р. — заснування Успенського скиту - 1921 р. — закриття монастиря - 1993 р. — відродження чоловічого монастиря |                  |
| Шулдан(-Коба) (з грецької та кримсько-румейської, імовірно, Печера-ластівка /варіант — неприступне місце) | - VIII—IX ст. (або Х-XII ст.) — заснування монастиря - XIII ст. монастир, імовірно стає резиденцією митрополита Готської єпархії - Кінець XV — початок XVI ст. — занепад - На початку 2000-х відновлений скит |                  |
| Челтер-Коба (Огороджені Печери, з тюрк. Чілтер — дерев'яна решітка, перегородка, ґрати і Коба — печера) | - XII ст. — заснування монастиря - XIII ст. — зруйнування татаро-монголами - з початку 2000-х працює маленький скит |                  |
| Качі-Кальон (Келія на річці Качі (з тюрк. Качі чоловіче ім'я (з туркменської — гребля?) і Кало з грецької — добро або Келлі — келія) | - VI ст. — заснування поселення - IX ст. — виникнення монастиря - XIII ст. — руйнування татаро-монголами. - 1850 р. — заснування скиту св. Анастасії. Джерело в гроті стало місцем паломництва. Відновлення старої церкви, зведення нової в ім'я св. Анастасії. - 1921 р. — закриття монастиря більшовиками - 2005 — відновлений скит св. Анастасії. |                  |
| Чилтер-Мармара (Огороджені Мармурові Печери) | - VIII—IX ст. (або Х-XII ст.) — заснування монастиря - Кінець XV — початок XVI ст. — занепад |                  |